# Pol González
Pol González (* 24. Mai 1992 in Barcelona) ist ein spanischer Eishockeyspieler, der seit 2013 bei den Ottawa Gee-Gees in der Far-East Division der kanadischen Universitätsmeisterschaft spielt.

## Karriere
Pol González begann seine Karriere als Eishockeyspieler in der Nachwuchsabteilung des FC Barcelona. Von dort aus wechselte er zur Saison 2009/10 zu den Toronto Jr. Canadiens. Die folgende Spielzeit verbrachte er bei den Markham Waxers in der Ontario Junior Hockey League. In der Saison 2011/12 spielte der Angreifer für das OJHL-Team Aurora Tigers. Im Folgejahr war er zunächst bei den Milton Icehawks ebenfalls in der OJHL aktiv, wechselte aber bereits im Laufe der Spielzeit in die Greater Ontario Junior Hockey League, wo er für die Port Colborne Pirates und die Welland Jr. Canadians auf dem Eis stand. Seit 2013 spielt González in der Far-East Division der kanadischen Universitätsmeisterschaft. Zunächst stand er für die Ottawa Gee-Gees, das Eishockeyteam der Universität Ottawa, auf dem Eis. Seit 2014 spielt er bei den Concordia Stingers der Concordia University.

### International
Für Spanien nahm González im Juniorenbereich an den U18-Junioren-Weltmeisterschaften der Division II 2008, 2009 und 2010 sowie den U20-Junioren-Weltmeisterschaften der Division II 2009, 2010 und 2011 und 2012 teil. Zudem spielte er für Spanien bei der Winter-Universiade 2015, deren Eishockeyturnier in Granada ausgetragen wurde.
Im Seniorenbereich stand er im Aufgebot seines Landes bei der Weltmeisterschaft der Division I 2011 sowie der Weltmeisterschaften der Division II 2012, 2013, 2014 und 2015. Dabei wurde er 2013 als bester Spieler seines Teams ausgezeichnet. Zudem vertrat er seine Farben beim Qualifikationsturnier für die Olympischen Winterspiele 2014 in Sotschi.

## Erfolge und Auszeichnungen
- 2014 Aufstieg in die Division II, Gruppe A, bei der Weltmeisterschaft der Division II, Gruppe B